# Кутозуб Карла Шмідта
Кутозуб Карла Шмідта (Batrachuperus karlschmidti) — вид земноводних з роду Гірський кутозуб родини Кутозубі тритони. Отримав назву на честь американського вченого Карла Патерсона Шмідта.

## Опис
Загальна довжина становить 17—20 см. Спостерігається статевий диморфізм: самець більше за самицю. Голова товста, масивна. Морда трохи скошена. Тулуб кремезний. Має 11—13 реберних канавок. Кінцівки короткі, пальці лап вкрито жорсткою шкірою на їх кінцях. У самців тулуб довше за хвіст, а самиць навпаки. Хвіст дуже сплощена з боків, нагадуючи лопать.
Забарвлення спини коливається від чорного до темно-сірого, іноді зеленуватим або жовтуватим відтінками. Черево дещо світліше.

## Спосіб життя
Полюбляє швидкі річки у гірській місцині. Зустрічається на висоті 1800—4000 м над рівнем моря. Веде суто водний спосіб життя. Дорослі особини зазвичай тримаються під камінням на відносно спокійних ділянках біля берегів гірських потоків, іноді в скельних ущелинах. Молоді особини воліють до повільних приток, дрібні личинки — до невеликих струмків.
Живляться представниками реофільної фауни, перш за все, бокоплавами, волокрильцями, веснянками.
Розмноження відбувається у травні-серпні. Самиця прикріплює яйцеві мішки до каміння під водою.
Використовують у народній медицині.

## Розповсюдження
Поширений у центральній частині китайської провінції Сичуань, південно-східній частині провінції Ганьсу, східному Тибеті.